# Joyner Lucas
Gary Maurice "Joyner" Lucas (Worcester (Massachusetts), 17 augustus 1988) is een Amerikaanse rapper.
Lucas kreeg voor het eerst bekendheid nadat hij zijn single “Ross Capicchioni” uitbracht in 2015. In juni 2017 bracht hij zijn vierde mixtape uit, getiteld 508-507-2209. In november 2017 bracht Lucas zijn single "I'm Not Racist" uit, die viraal ging en waardoor hij onder de aandacht van het grote publiek kwam. De videoclip voor deze single werd genomineerd voor een Grammy Award. In 2020 bracht Lucas zijn debuutalbum ADHD uit.
In 2015 richtte hij het muziekplatform Tully op.

## Discografie
Studioalbums
- ADHD (2020)
- Not Now I'm Busy (2024)